# Такетоё
Такетоё (яп. 武豊町 Такэтоё-тё:) — посёлок в Японии, находящийся в уезде Тита префектуры Айти. Площадь посёлка составляет 25,82 км², население — 42 624 человека (1 июня 2014), плотность населения — 1650,81 чел./км².

## Географическое положение
Посёлок расположен на острове Хонсю в префектуре Айти региона Тюбу. С ним граничат города Хекинан, Ханда, Токонамэ и посёлок Михама.

## Население
Население посёлка составляет 42 624 человека (1 июня 2014), а плотность — 1650,81 чел./км². Изменение численности населения с 1980 по 2005 годы:
| 1980 | 33 924 чел. |  |
| 1985 | 36 381 чел. |  |
| 1990 | 38 105 чел. |  |
| 1995 | 38 153 чел. |  |
| 2000 | 39 993 чел. |  |
| 2005 | 40 981 чел. |  |

## Символика
Деревом посёлка считается камфорное дерево, цветком — камелия сасанква.